# Часовникова кула (Етрополе)
Часовниковата кула в Етрополе е построена през 1710 г. и е една от най-старите в България. Нейният строител е майстор Тодор и първоначално е изпълнявала ролята на отбранителна кула. През 1821 г. е преустроена като часовник от майстор Дидо и все още отброява точния час.
Кулата е висока 20 метра и се състои от три части. Иззидана е от речен камък и бигор. На западната ѝ страна има каменен циферблат с отбелязана годината на построяване на кулата.